# إعلان المملكة المتحدة الحرب على اليابان
أعلنت حكومة المملكة المتحدة الحرب على إمبراطورية اليابان في 8 ديسمبر 1941، في أعقاب الهجمات اليابانية على مالايا البريطانية وسنغافورة وهونج كونج في اليوم السابق (نفس اليوم بتوقيت مالايا وهونج كونج) وكذلك ردًا على قصف الأسطول الأمريكي في بيرل هاربور.

## خلفية
أعلنت المملكة المتحدة الحرب على ألمانيا النازية في 3 سبتمبر 1939، بعد يومين من اندلاع الحرب في أوروبا. كانت إمبراطورية اليابان وألمانيا النازية قد وقعتا على ميثاق مناهضة الكومينترن في عام 1936، لمواجهة التهديد المفترض للشيوعية في الاتحاد السوفييتي. أثناء المفاوضات مع إدارة الرئيس الأمريكي فرانكلين روزفلت، وعد رئيس الوزراء البريطاني ونستون تشرشل بإعلان الحرب "في غضون ساعة" من الهجوم الياباني على الولايات المتحدة.
في 7/8 ديسمبر 1941، هاجمت اليابان الأراضي البريطانية والأمريكية في جنوب شرق آسيا والمحيط الهادئ الأوسط بهجمات متزامنة تقريبًا بما في ذلك الهجوم على الأسطول الأمريكي في بيرل هاربور. 

## القرار والتواصل
وصلت أنباء الهجوم على بيرل هاربور إلى لندن أولاً. أدرك تشرشل أن الرئيس روزفلت سوف يلجأ إلى العملية الرسمية لطلب إعلان الحرب من الكونجرس الأمريكي، فبدأ في الاستعداد لإصدار إعلان الحرب من جانب المملكة المتحدة فور إعلان الكونجرس الحرب رسميًا. وبعد أن علم رئيس الوزراء البريطاني أن الأراضي البريطانية تعرضت للهجوم أيضًا، قرر أنه ليس من الضروري انتظار تحرك الكونجرس الأمريكي، واستدعى على الفور السفير الياباني في بريطانيا.
وكان وزير الخارجية البريطاني أنتوني إيدن في طريقه إلى موسكو في ذلك الوقت، لذا كان تشرشل مسؤولاً عن وزارة الخارجية. أصدر تشرشل تعليماته إلى السفير البريطاني في اليابان بإبلاغ الحكومة اليابانية بوجود حالة حرب بين البلدين، وصاغ رسالة إلى السفير الياباني لدى المملكة المتحدة لإبلاغه بذلك. كتب تشرشل عن الرسالة فيما بعد: "لم يعجب بعض الناس بهذا الأسلوب الاحتفالي. ولكن في النهاية عندما يتعين عليك قتل رجل، فإن التحلي باللباقة لا يكلفك شيئًا".
أعلنت المملكة المتحدة الحرب على اليابان قبل تسع ساعات من إعلان الولايات المتحدة ذلك. وكان الإعلان السابق من جانب المملكة المتحدة بسبب الهجمات اليابانية على المستعمرات البريطانية في مالايا وسنغافورة وهونج كونج، وأيضًا بسبب حقيقة مفادها أن البريطانيين لم يكن لديهم التقليد الدستوري الأمريكي الذي يتطلب موافقة الهيئة التشريعية الوطنية الخاصة بهم لإعلان الحرب - كان بإمكان مجلس الوزراء البريطاني إعلان الحرب دون استشارة البرلمان، وبالتالي كان بإمكانه التصرف بسرعة أكبر.

## نص رسالة تشرشل
وجاء نص رسالته إلى السفير الياباني على النحو التالي:
سيدي،
في مساء السابع من ديسمبر/كانون الأول، علمت حكومة جلالة الملك في المملكة المتحدة أن القوات اليابانية، دون سابق إنذار إما في شكل إعلان حرب أو إنذار نهائي مع إعلان حرب مشروط، حاولت الإنزال على ساحل الملايو وقصفت سنغافورة وهونج كونج.
وفي ضوء هذه الأعمال المتهورة من العدوان غير المبرر التي ارتكبت في انتهاك صارخ للقانون الدولي وخاصة المادة الأولى من اتفاقية لاهاي الثالثة المتعلقة ببدء الأعمال العدائية، والتي تعد اليابان والمملكة المتحدة طرفين فيها، تم تكليف سفير جلالة الملك في طوكيو بإبلاغ الحكومة الإمبراطورية اليابانية باسم حكومة جلالة الملك في المملكة المتحدة بوجود حالة حرب بين بلدينا.
يشرفني أن أكون، بكل تقدير واحترام،
سيدي،
خادمك المطيع،
ونستون س. تشرشل